# Higher Love (Kygo e Whitney Houston)
Higher Love è un singolo del DJ norvegese Kygo e della cantante statunitense Whitney Houston, pubblicato il 28 giugno 2019 come primo estratto dal terzo album in studio di Kygo Golden Hour.

## Descrizione
Si tratta del remix dell'artista norvegese della cover dell'omonimo brano di Steve Winwood del 1986 cantata da Whitney Houston.
Nel 2024, il brano raggiunge 1 miliardo di stream su Spotify, diventando il secondo brano della Houston a toccare questa quota.

## Video musicale
Il video musicale, diretto da Hannah Lux Davis, è stato reso disponibile il 26 agosto 2019.

## Tracce
Testi e musiche di Steve Winwood e Will Jennings.
1. Higher Love – 3:48

## Formazione
Musicisti
- Whitney Houston – voce
- Annie Stocking – cori
- Claytoven Richardson – cori
- Cornell "CC" Carter – cori
- Cynthia Shiloh – cori
- Greg "Gigi" Gonaway – cori
- Jeanie Tracy – cori
- Kitty Beethoven – cori
- Larry Batiste – cori
- Lydette Stephens – cori
- Raz Kennedy – cori
- Reneé Cattaneo – cori
- Skyler Jett – cori
- Sylvester Jackson – cori
- Tina Thompson – cori
- Narada Michael Walden – arrangiamento

Produzione
- Kygo – produzione
- Narada Michael Walden – produzione
- David Frazer – ingegneria del suono
- John Hanes – ingegneria del suono
- Lincoln Lapp – ingegneria del suono
- Marc Reyburn – assistenza all'ingegneria del suono
- Randy Merrill – mastering
- Șerban Ghenea – missaggio

## Classifiche

### Classifiche settimanali
| Classifica (2019) | Posizione massima |
| ----------------- | ----------------- |
| Australia         | 20                |
| Austria           | 20                |
| Belgio (Fiandre)  | 4                 |
| Belgio (Vallonia) | 12                |
| Bulgaria          | 7                 |
| Canada            | 22                |
| Croazia           | 2                 |
| Danimarca         | 28                |
| Estonia           | 23                |
| Francia           | 71                |
| Germania          | 22                |
| Grecia            | 35                |
| Irlanda           | 4                 |
| Islanda           | 10                |
| Lettonia          | 25                |
| Lituania          | 16                |
| Lussemburgo       | 3                 |
| Norvegia          | 2                 |
| Nuova Zelanda     | 26                |
| Paesi Bassi       | 27                |
| Polonia           | 51                |
| Portogallo        | 93                |
| Regno Unito       | 2                 |
| Repubblica Ceca   | 18                |
| Romania           | 25                |
| Slovacchia        | 13                |
| Slovenia          | 2                 |
| Stati Uniti       | 63                |
| Svezia            | 9                 |
| Svizzera          | 10                |
| Ungheria          | 19                |

### Classifiche di fine anno
| Classifica (2019) | Posizione |
| ----------------- | --------- |
| Australia         | 82        |
| Austria           | 45        |
| Belgio (Fiandre)  | 27        |
| Belgio (Vallonia) | 83        |
| Canada            | 63        |
| Germania          | 58        |
| Irlanda           | 39        |
| Islanda           | 58        |
| Lettonia          | 71        |
| Norvegia          | 24        |
| Paesi Bassi       | 58        |
| Regno Unito       | 26        |
| Slovenia          | 25        |
| Svezia            | 62        |
| Svizzera          | 30        |
| Ungheria          | 60        |
| Classifica (2020) | Posizione |
| Belgio (Fiandre)  | 81        |
| Croazia           | 8         |
| Regno Unito       | 67        |
| Slovenia          | 33        |
| Svezia            | 91        |
| Classifica (2024) | Posizione |
| Estonia           | 170       |